# Steyrtalbahn 1–6
Die Lokomotiven No. 1–6 der Steyrtalbahn waren eine Schmalspur-Dampflokomotivreihe für 760 mm Spurweite, die eigens für diese Strecke entwickelt wurde. Sie ist die Vorgängerin der Reihe U, die zu den meistgebauten Schmalspurlokomotiven Europas gehört. Nach 1953 erhielten sie bei der nunmehrigen ÖBB die Reihenbezeichnung 298.1. Diese Lokomotivtype wurde auch von anderen privaten Lokalbahnen im damaligen Österreich beschafft.

## Konstruktion
Diese Lokomotiven waren als Zweizylinder-Nassdampfmaschinen mit Flachschiebern und einer außenliegenden Steuerung ähnlich der Bauart Heusinger ausgeführt. Der Unterschied dieser Krauss-Helmholtz-Steuerung liegt darin, dass die sonst gekrümmte Schwinge zwecks einfacherer Herstellung gerade ausgeführt wird. Die fehlende Krümmung der Schwinge wird dabei durch die Anlenkung der Schieberschubstange am unten verlängerten Hängeeisen anstatt direkt im Kulissenstein ausgeglichen, zusätzlich erfolgt die Kraftübertragung an die Schieberstange nicht direkt und geradlinig, sondern über eine kreisbogenförmig pendelnde Aufhängung. Die anfänglich gebauten Lokomotiven waren mit einer sehr langen Rauchkammer ausgerüstet, von der man sich einen geringeren Funkenflug erhoffte. Später wurde dieses schwere Bauteil kürzer ausgeführt und gleichzeitig die Strahlungs- und Rohrheizfläche vergrößert.
Für das Fahrgestell wählte man eine Konstruktion mit drei Kuppelachsen und einer Nachlaufachse, die mechanisch mit der seitlich verschiebbaren dritten Achse gekuppelt war. Diese als Krauss-Helmholtz-Gestell bekannt gewordene Konstruktion ermöglichte einen optimalen Bogenlauf bei Mindestradien von 60 m und gleiche Fahrgeschwindigkeit bei Vorwärts- und Rückwärtsfahrt. Der Drehzapfen des Gestells lag 1000 mm hinter der dritten Achse, diese hatte seitlich in beide Richtungen 25 mm Beweglichkeit und die Laufachse konnte beidseits um 22,5 mm ausschwenken. Die Lagerung dieses Nachlaufgestells in einem Außenrahmen unter dem Führerhaus ermöglichte auch eine großzügig bemessene Feuerbüchse.

## Geschichte

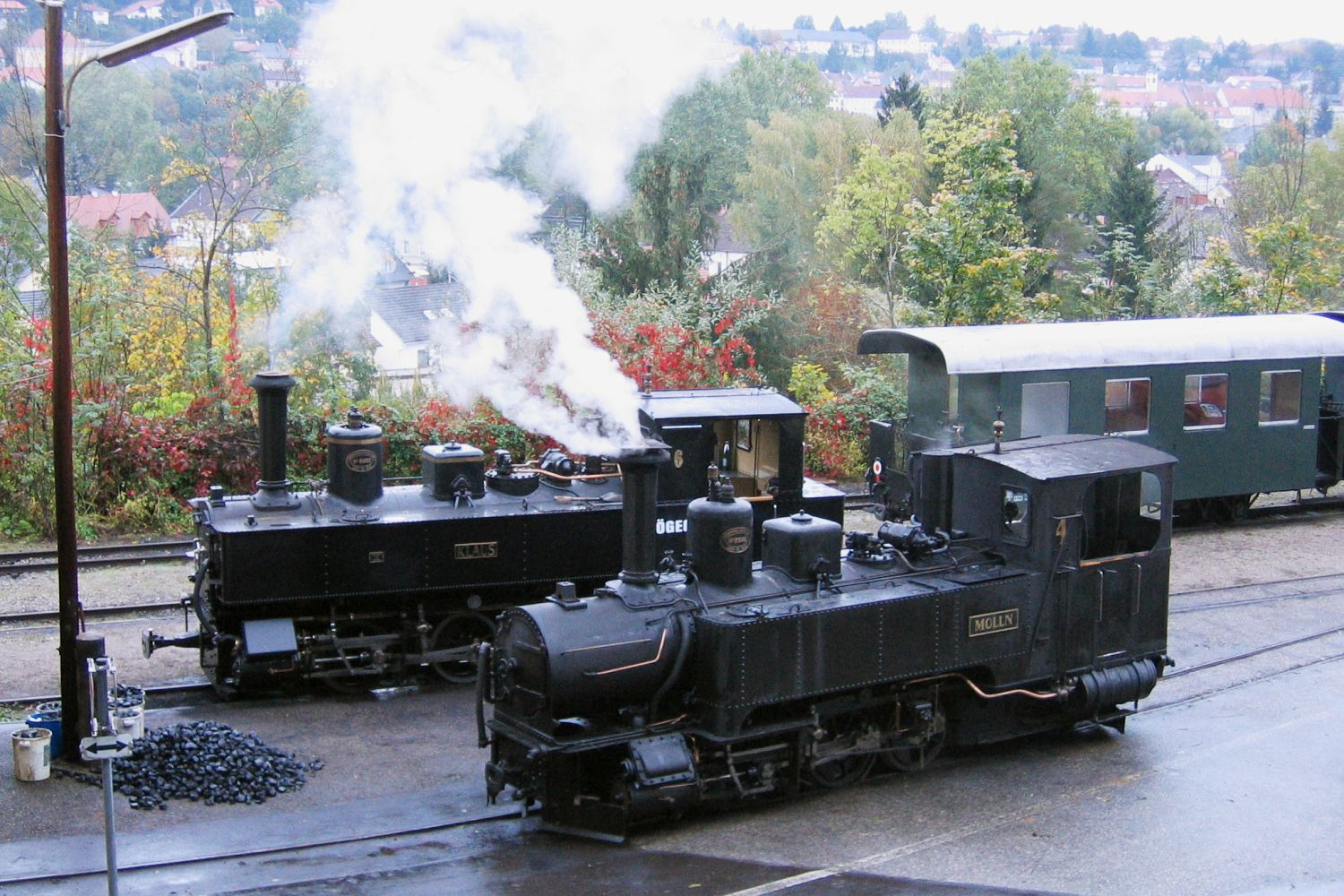
Steyrtalbahn-Loks 4 und 6 am Lokalbahnhof in Steyr

### Steyrtalbahn
Zur Eröffnung des ersten Abschnittes der Steyrtalbahn in Oberösterreich wurden 1888 bei Krauss in Linz drei dieser Tenderlokomotiven beschafft (Loks 1–3). Diese Lokomotiven erfüllten die in sie gesetzten Erwartungen voll und ganz, sodass die Steyrtalbahn 1890 und 1891 jeweils eine weitere bauen ließ. Ein sechstes Exemplar, welches schon stark von der Serie abwich, folgte nach Verlängerung der Strecke bis Klaus im Jahr 1914. Sie war mit einer kurzen Rauchkammer analog der zweiten Serie der SKGLB-Maschinen ausgestattet, hatte jedoch lange Wasserkästen und einen Kohlenkasten an der Führerhausrückwand.
Die Nr. 1 wurde nach einem Unfall 1937 ausgemustert. Zur Reichsbahnzeit trugen die restlichen Maschinen die Nummern DR 99 7831–7835. Mit der Übernahme dieser Linie in den staatlichen Bahnbetrieb erhielten die fünf Maschinen bei den ÖBB die Nummern 298.102-106. Zur Vergrößerung der Wasservorräte wurden die Wasserkästen mehrmals vergrößert, zuerst wurden sie etwas höher ausgeführt und später nach vorne bis über die Zylinder verlängert, diese Umbauten veränderten das Aussehen der Lokomotiven markant.
Als letzte von ihnen versah 298.104 bis 1972 ihren Dienst im Steyrtal, 1973 wurde die Reihe formell ausgemustert.

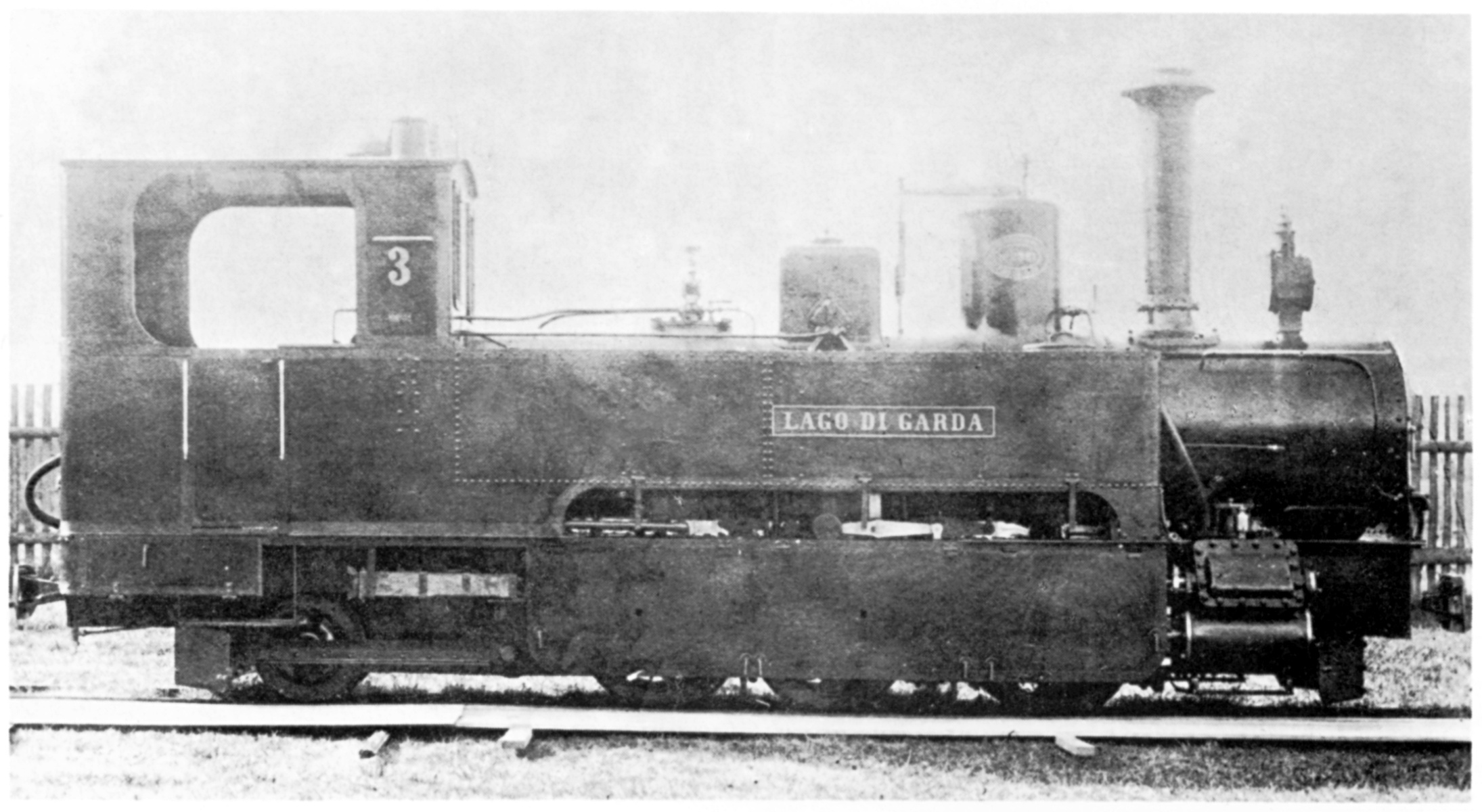
Lok 3 „Lago di Garda“, Werksfoto von 1891

### Lokalbahn Mori–Arco–Riva

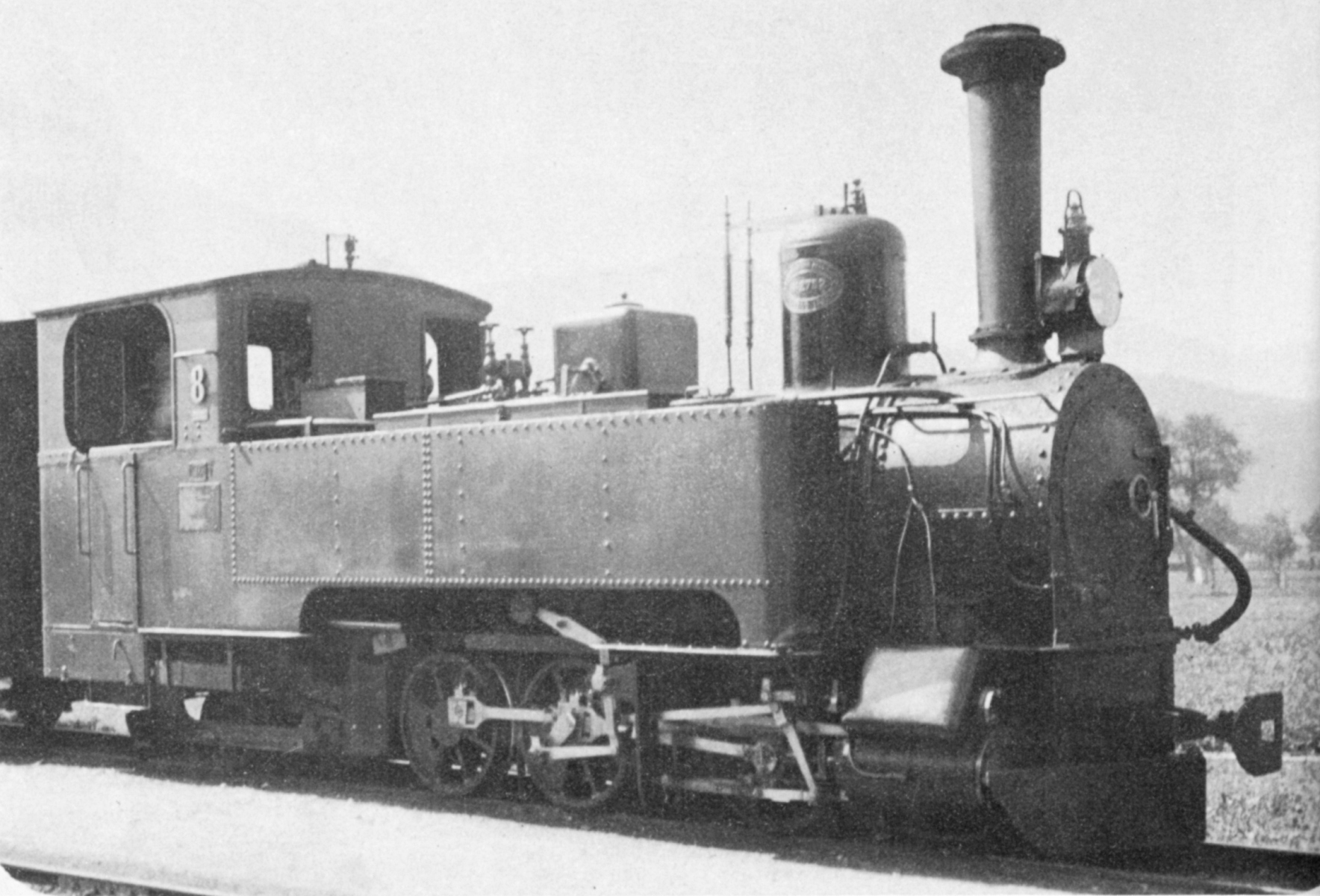
Lok 8 der SKGLB (Aufnahmeort unbekannt)

Für die Lokalbahn Mori–Arco–Riva wurden 1891 vier der Steyrtalbahntype entsprechende Lokomotiven bestellt. Die ersten drei wurden 1890, die letzte 1892 von Krauss in Linz geliefert. Sie erhielten die Namen „ARCO“, „RIVA“, „LAGO DI GARDA“ und „PINZOLO“ und die Nummern 1–4. Diese Lokomotiven kamen während des Ersten Weltkriegs unter anderem auf der Grödnerbahn zum Einsatz.
Die Nr. 1 war nach dem Krieg in Italien.
Die 2 wurde von der k.u.k. Heeresbahn nach Polen gebracht, wo sie verblieb und zu einer Waldbahn kam. 1941 gelangte sie als 395.104 zur MÁV nach Marosvásárhely, dem heutigen Târgu Mureș in Rumänien. Nach Kriegsende befand sie sich im Bestand der CFR als 395.104.
Die 3 landete als JDŽ 183-001 in Jugoslawien. Der Verbleib der 4 ist nicht bekannt.

### Salzkammergut-Lokalbahn
Auch die Salzkammergut-Lokalbahn (SKGLB) beschaffte ab 1891 derartige Lokomotiven. Die zur Eröffnung der Strecke Salzburg-Mondsee gebauten Loks 3–5 entsprachen noch fast exakt der Steyrtalbahntype mit der langen Rauchkammer.
Die ab 1893 nachbestellten Maschinen 6–12 hatten eine deutlich größere Heizfläche und eine kurze Rauchkammer, waren ansonsten aber weitgehend baugleich. Die Nr. 12 wurde erst 1906 gebaut und erhielt einen Kohlenkasten an der Führerhausrückwand.
Die Loks 5 und 8 verblieben ab 1915 in Bosnien, Lok 6 wurde 1948 aufgrund der großen Schäden bei einem Unfall ausgemustert.

## Verbleib
Mehrere Exemplare sind der Nachwelt, zum Teil betriebsfähig, erhalten geblieben.

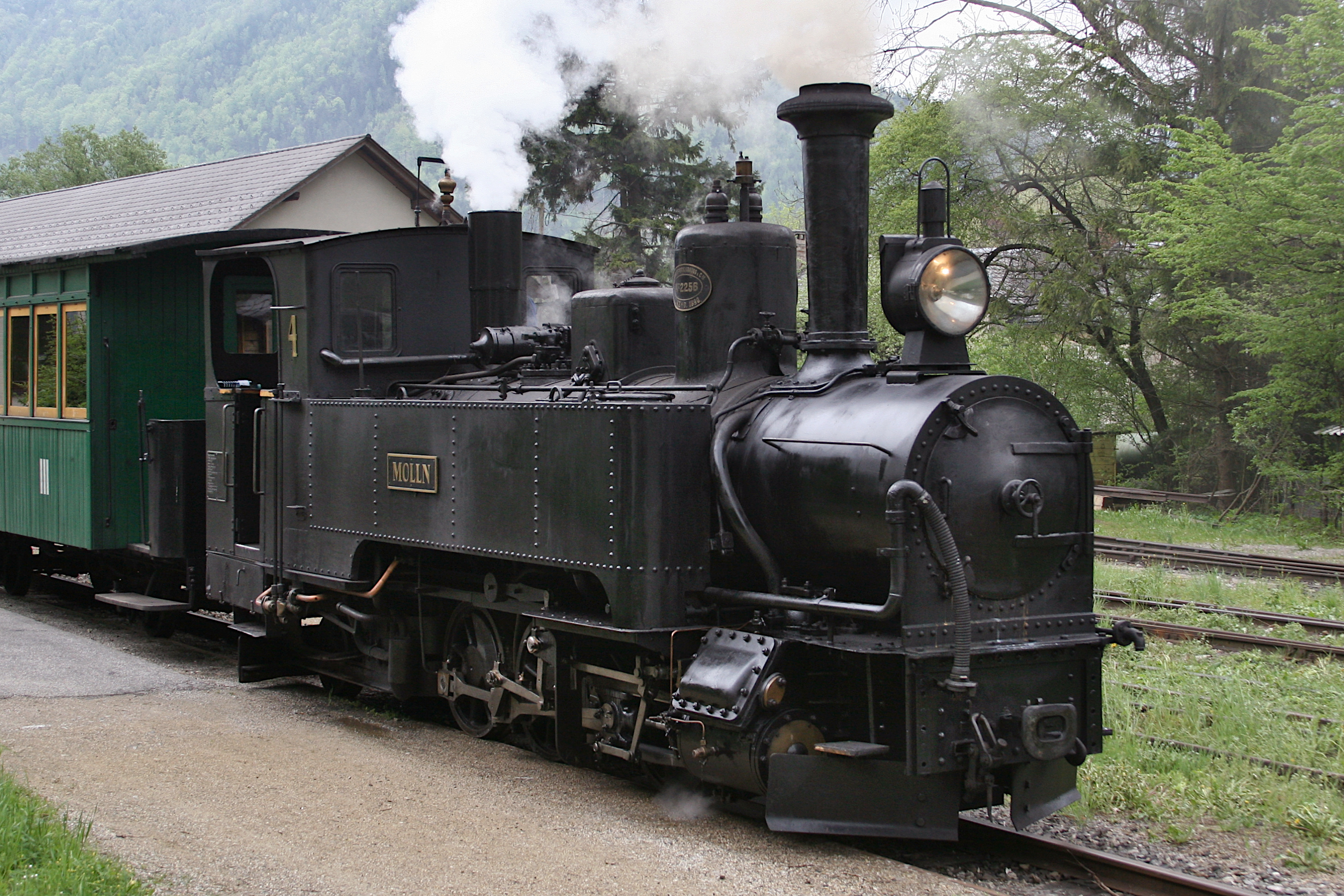
Steyrtalbahn 4 in Kienberg-Gaming
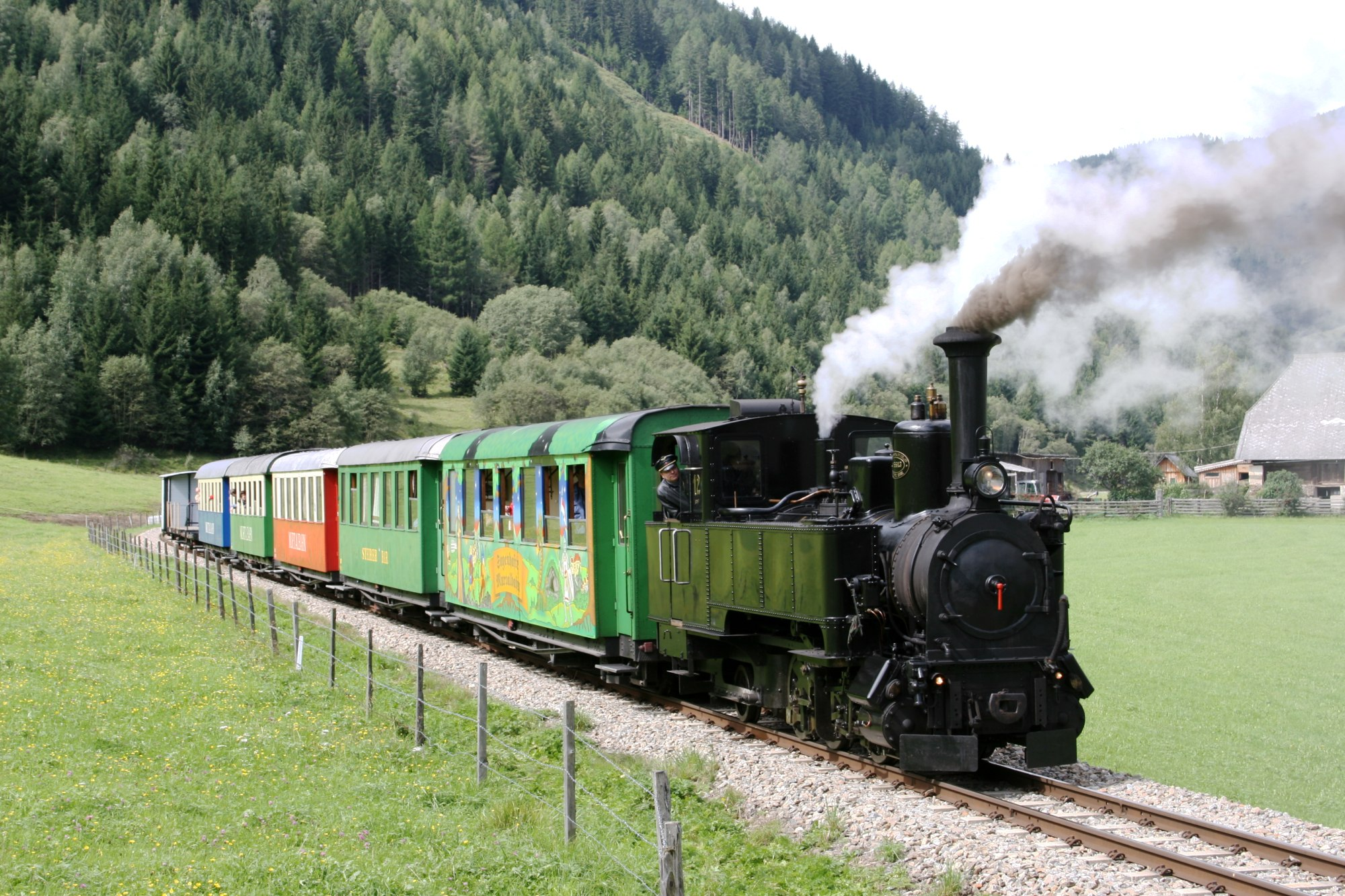
Ehemalige Lok 12 der SKGLB mit Sonderzug auf der Murtalbahn
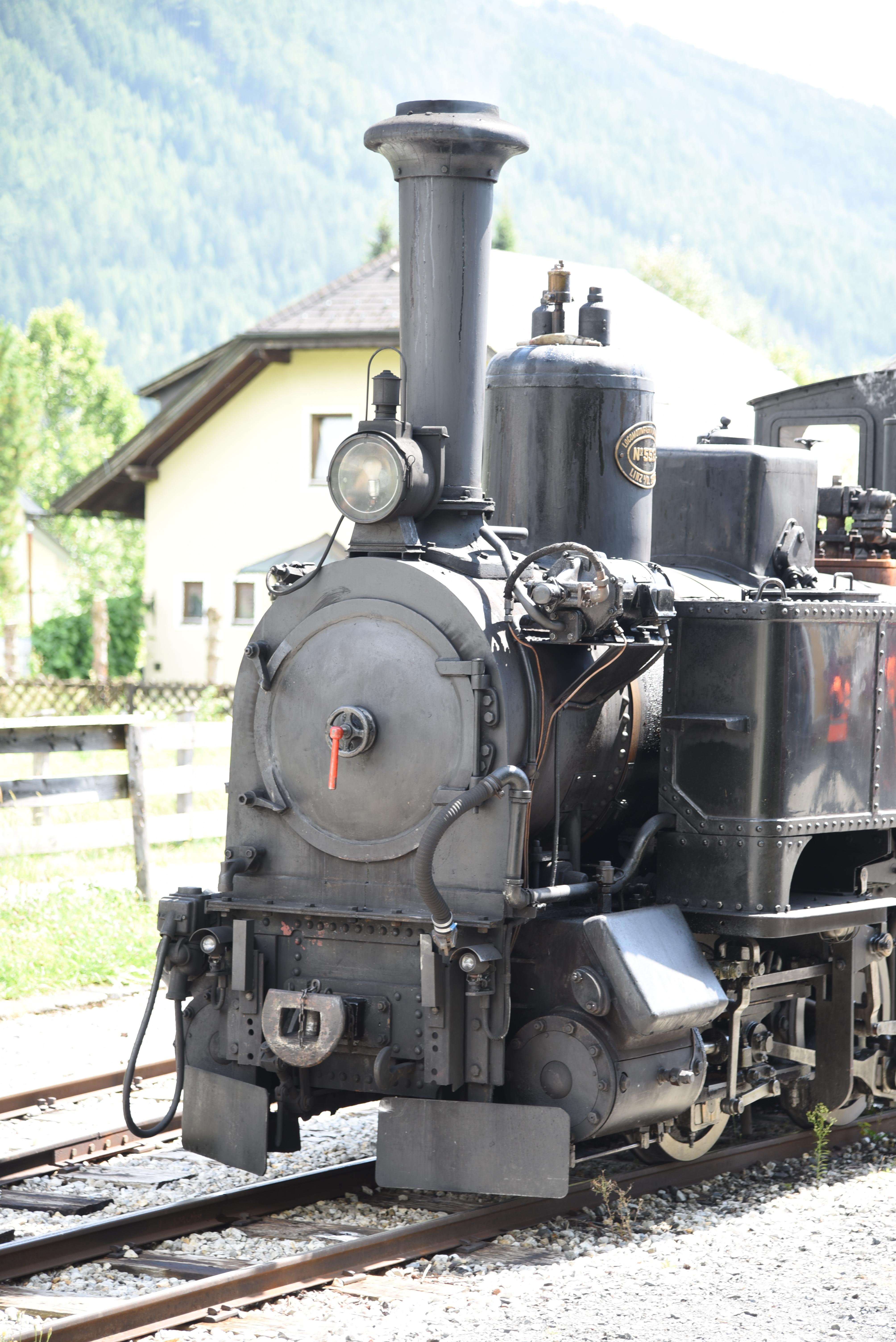
S12 mit Dreilicht-Spitzensignal
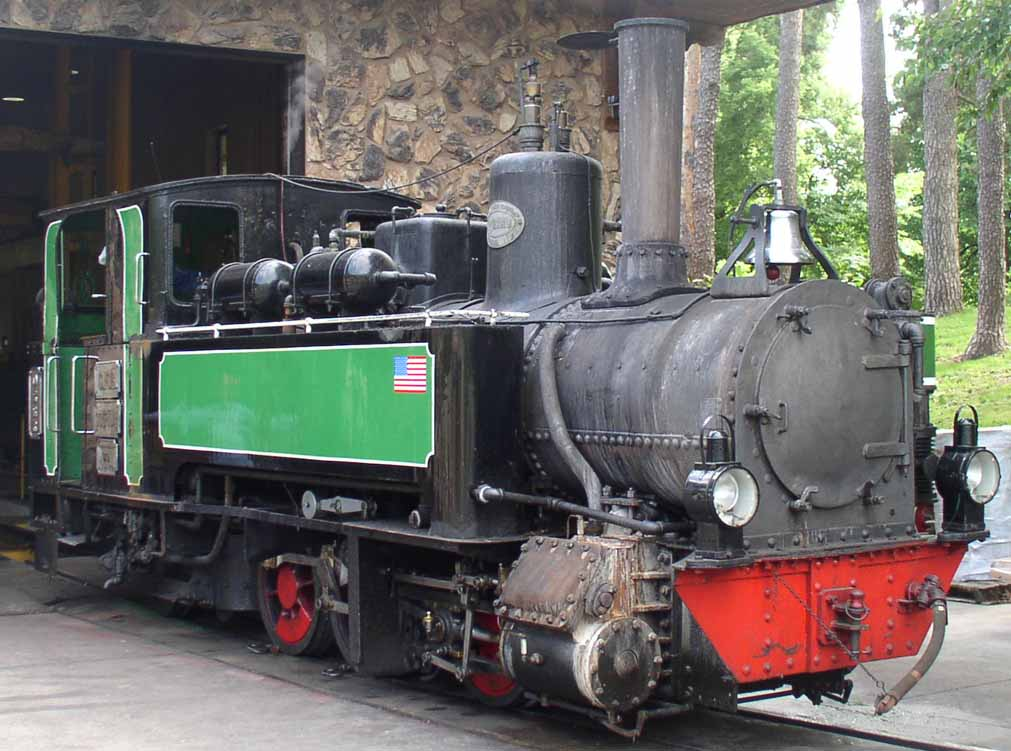
Lok 2 Riva der Lokalbahn Mori–Arco–Riva bei der Zoo-Eisenbahn in Omaha (2004)
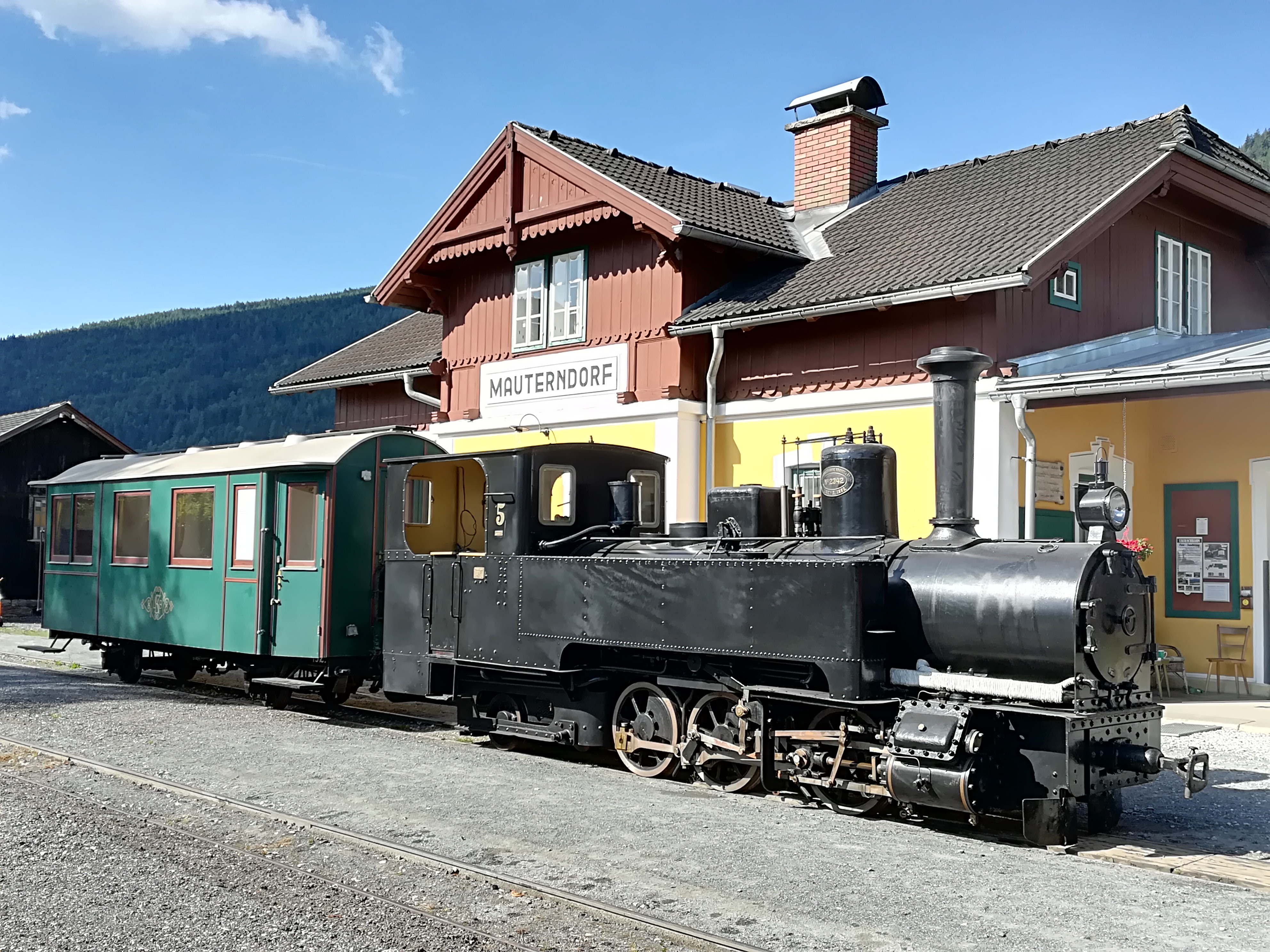
SKGLB 5 beim Club 760 in Mauterndorf

### Steyrtalbahn
Die 2004 reaktivierte 298.102 wurde wieder in der Ausführung mit vergrößerten Wasserkästen aufgebaut. Sie ist die älteste Lokomotive Österreichs mit einer Spurweite von 760 mm, sie gehört heute so wie die 298.106 zum aktiven Bestand der Steyrtal-Museumsbahn.
Die 298.104 kam als Leihgabe bis 2004 fallweise auf der Museumsbahn Ybbsthalbahn-Bergstrecke zum Einsatz, war seitdem nicht betriebsfähig abgestellt und wurde im Juni 2023 in ein Depot des Technischen Museums Wien gebracht.

### Lokalbahn Mori–Arco–Riva
Eine der Lokomotiven der Lokalbahn Mori-Arco-Riva die ex Südbahn 40.02, gelangte nach dem Ersten Weltkrieg nach Rumänien, wurde dort bis 1975 von den CFR eingesetzt und verkehrt heute auf einer Parkeisenbahn im Zoo von Omaha in den USA.

### Salzkammergut-Lokalbahn
Drei Exemplare (Nr. 7, 11 und 12) wurden nach der Einstellung im Jahr 1957 an die Steiermärkischen Landesbahnen (StLB) verkauft und dort als S7, S11 und S12 bezeichnet.
- Lok 7 erhielt später einen Kessel der Reihe U, wurde 1975 vom Club 760 erworben und war bis 2016 in der vereinseigenen Fahrzeughalle in Frojach abgestellt. Anschließend wurde sie an eine Privatperson in Salzburg verkauft.

- Die S11 beförderte über Jahrzehnte die Tourismuszüge auf der Stainzer Lokalbahn, befindet sich seit 2011 aber im Besitz des Club 760 und steht in der Frojacher Halle.

- Die S12 befand sich von 1972 bis 1997 im Fahrzeugmuseum Marxzell bei Karlsruhe, wurde nach dem Rückkauf betriebsfähig aufgearbeitet und ist seit 2004 auf der Taurachbahn im Einsatz. Bei der Aufarbeitung verblieb die Lok im SKGLB-Design mit nur einem Frontlicht. Um den aktuellen Anforderungen an den Bahnbetrieb gerecht zu werden, wurden neben den Zylindern und in den unteren Ecken des Wasserkastens Hilfslichter angebaut, die die Frontlampen zu einem Dreilicht-Spitzensignal ergänzen (vgl. Bild).

Die Nr. 4 wurde in Pfandl bei Bad Ischl und Nr. 9 in Mondsee als Denkmäler aufgestellt und entgingen so der Verschrottung. Nach langen Verhandlungen wurde die schon in schlechtem Zustand befindliche Nr. 4 zwischen 1993 und 1995 in České Velenice betriebsfähig aufgearbeitet und nach Probe- und Sonderfahrten kam sie 1996 in das SKGLB-Museum in Mondsee. Dort befindet sich mittlerweile auch die äußerlich restaurierte Lok 9.
Lok 5 wurde im August 1982 vom Club 760 in Bosnien erworben und zwischen 1994 und 1996 betriebsfähig aufgearbeitet, allerdings nie in Betrieb genommen. Anschließend war sie gemeinsam mit den Loks 4 und 9 in Mondsee ausgestellt, seit 2018 steht sie gemeinsam mit Lok 11 in der Fahrzeughalle des Club 760 in Frojach.

## Ähnliche Lokomotiven
Die Lokomotivfabrik Krauss in München baute ab 1890 ebenfalls Lokomotiven dieses Typs in einer etwas kleineren Ausführung für spanische Schmalspurbahnen mit einer Spurweite von 750 mm.
Den Anfang machten zwei Zweizylinder-Verbundlokomotiven für die Dampfstraßenbahn Onda–Grao de Castellon de la Plana (OGC, KrMü 2343 und 2344), denen wenig später zwei weitere folgten (KrMü 2392 und 2393). Sie erhielten bei der auch La Panderola genannten Bahnlinie die Betriebsnummern 5 bis 8.
Für die Bahnstrecke San Feliu de Guixols–Girona (SFG) wurden ebenfalls 1890 die Lokomotiven 1 bis 4 gebaut (KrMü 2355 bis 2358), 1893 und 1905 noch die Nummern 5 und 6 (KrMü 2826 und 5267). Sie wurden alle mit einem üblichen Zweizylinder-Triebwerk ausgeführt.

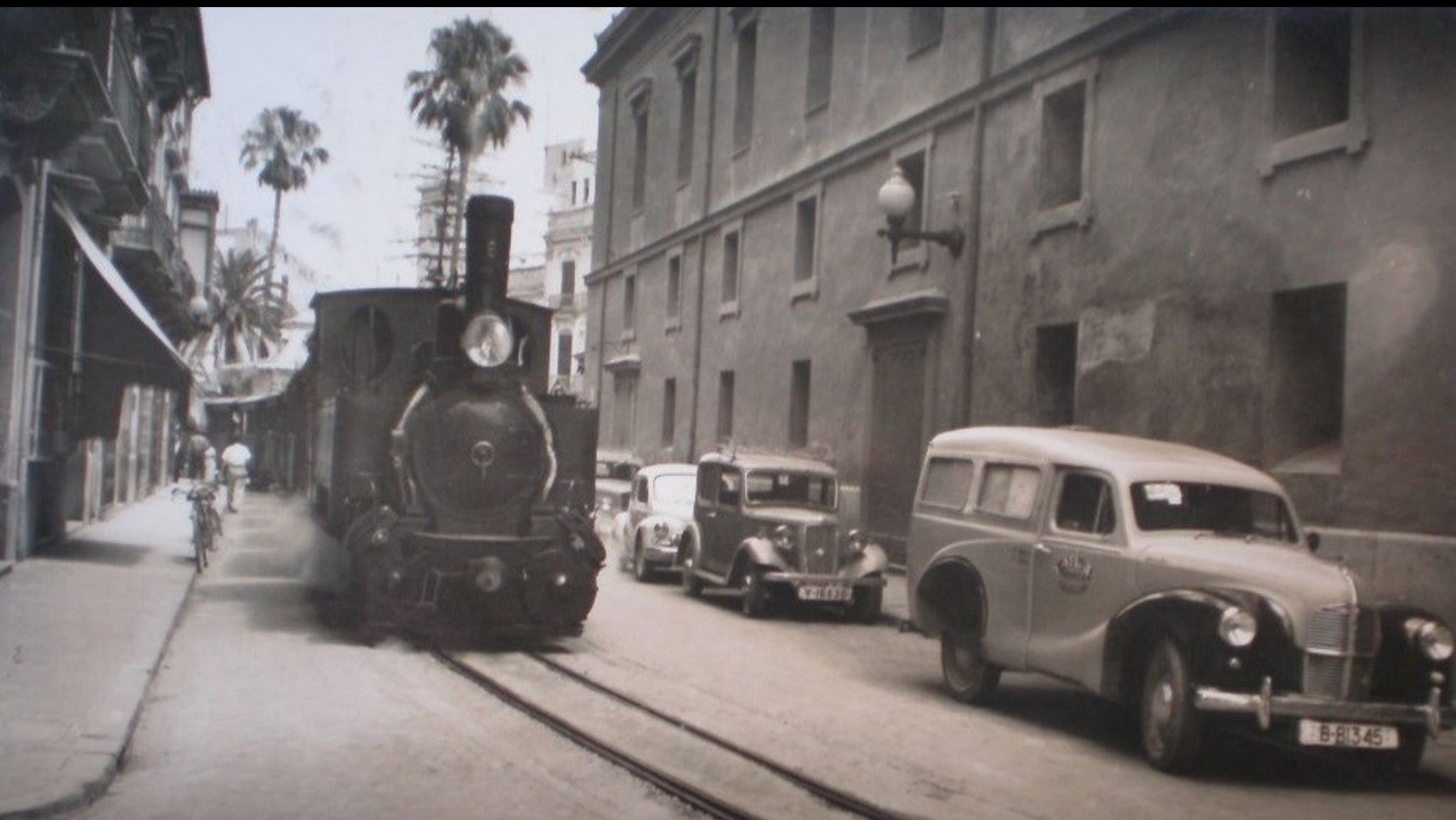
Lok 8 der OGC in den Straßen von Castellón de la Plana, der größere Niederdruckzylinder ist deutlich zu erkennen
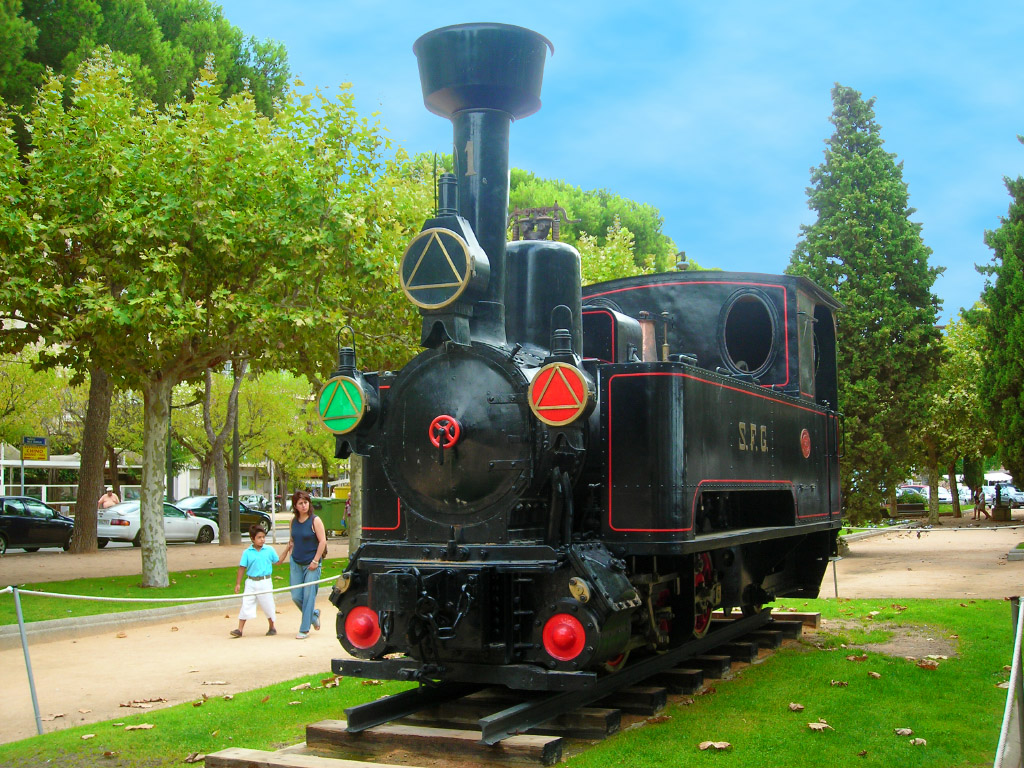
Lok 1 der SFG als Denkmal in Sant Feliu
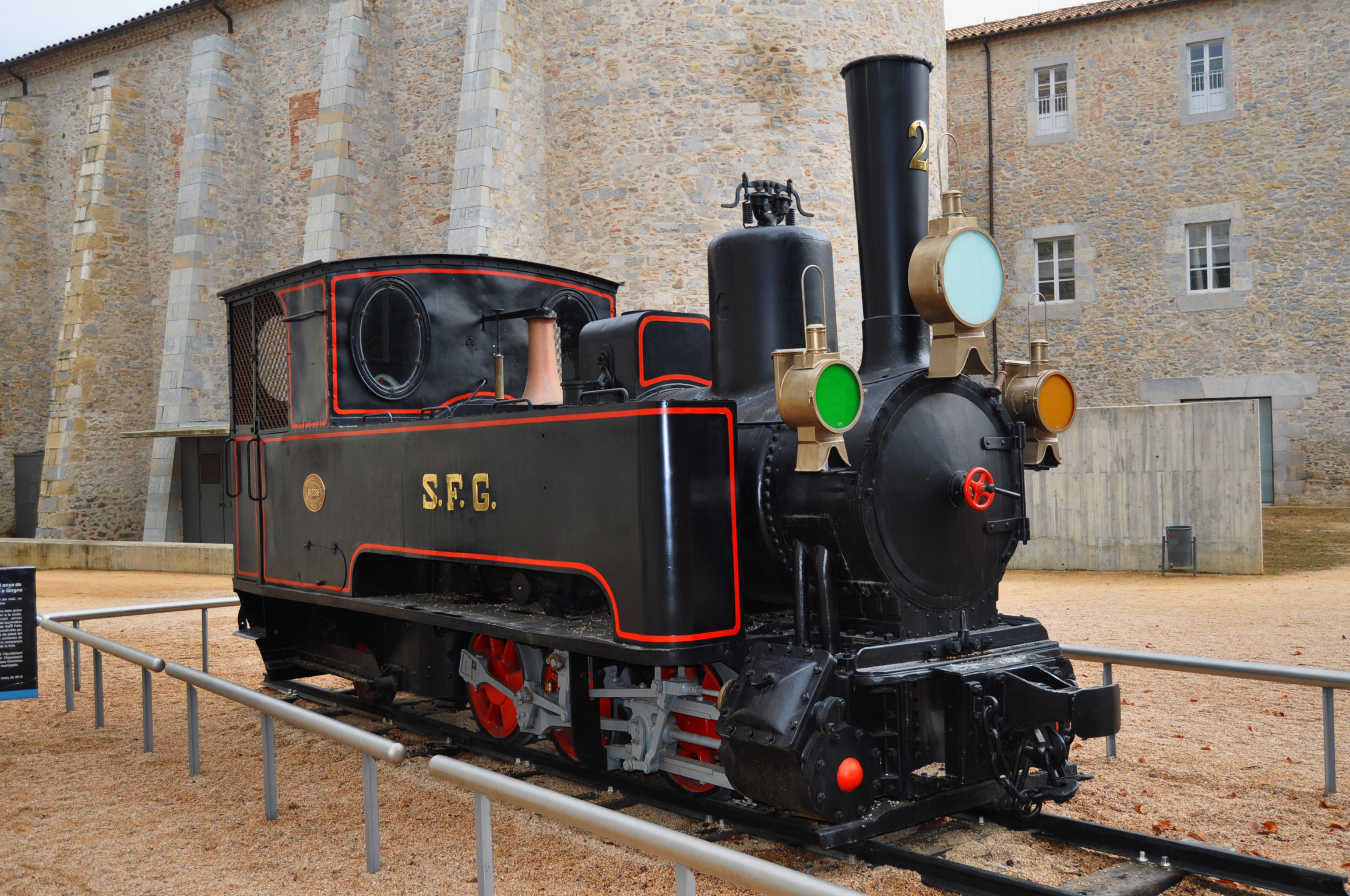
Lok 1 der SFG als Denkmal in Gerona
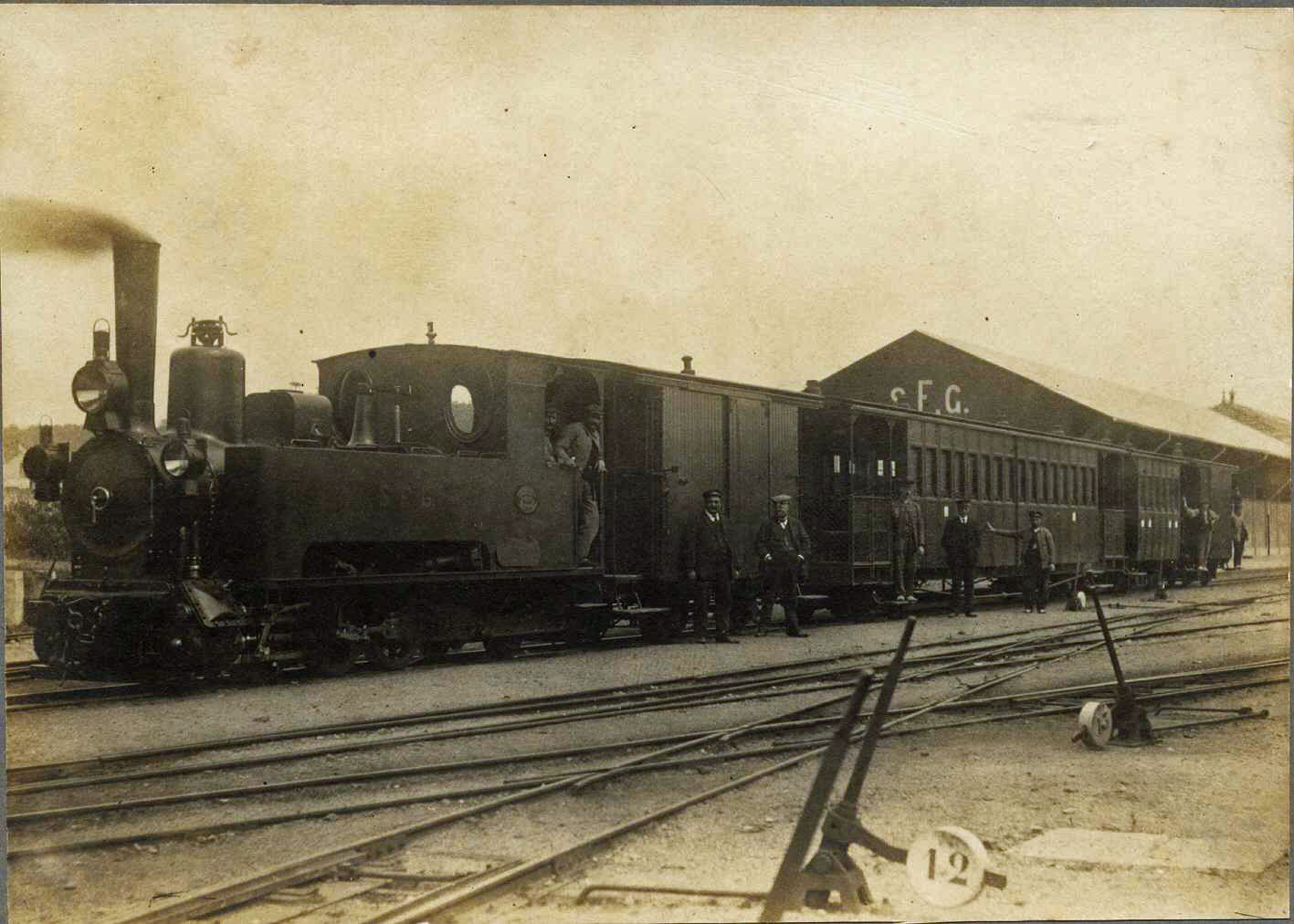
SFG Lok 4 in Sant Feliu de Guíxols, um 1900